# Раннее царство
Раннее царство (Архаическая эпоха, Тинисский период, раннединастический период) — самый первый династический период в истории государства Древнего Египта, период правления I и II династий фараонов. Продолжался с 3120 по 2649 год до н. э.

## Общая характеристика
Цари первых двух династий были родом, по-видимому, из верхнеегипетского нома Тиниса, находившегося в средней части Верхнего Египта. В Тинисском же номе, в окрестностях г. Абидос, в будущем прославившегося как центр почитания бога мертвых Осириса, были обнаружены при раскопках гробницы царей Раннего царства — Джера, Семерхета, Каа и др. В составе имен этих царей, как и в составе имени царя Хор-Аха, упоминался бог в виде сокола — Хор, покровитель большинства царей Раннего царства. В конце Раннего царства, приблизительно в 2850 году до н. э., фараоном был Сенеферка.
В руках государства находились работы по орошению долины Нила; ежегодно измерялся и записывался уровень воды. Уже в Архаическую эпоху Древний Египет обладал войском, находившемся, однако, в зачаточном состоянии.
Египетская письменность в период Раннего царства уже сложилась. Со временем всё большее значение в государственной жизни обретали писцы. Начиная с I династии в Египте велись летописи. Летосчисление велось по годам, разделённым на месяцы и дни. Наименование каждого года определялось происходившими в этом году значительными событиями.
Политеизм характерен уже для Египта Раннего царства.
Гражданские сооружения Архаической эпохи почти не сохранились. Раннеегипетские храмы представляли собой, по-видимому, небольшие постройки внутри оград. Об изобразительном искусстве Раннего царства мы можем судить по гробницам царей и знатных сановников. Гробницы, относящиеся к I династии, имеют форму мастаб; эта же форма сохранялась и впоследствии. Первые мастабы были построены не из камня, а из кирпича-сырца. Некоторые гробницы имели расчленённые, ступенчатые стены.
Отделение Раннего царства от последовавшего Древнего царства является условным: II и III династии родственны, а столицей Египта оставался Мемфис.

## Основные события
- Ок. 3120 до н. э. Начало династической истории Древнего Египта: первый царь, позже именуемый фараоном (др.-египетское per-aa = ‘большой дом’), известный по Манефону как Менес (Мина, согласно древним надписям, царь Верхнего Египта Нармер Хор Аха) объединяет Верхнее и Нижнее царства Египта в единое государство, что символизировала двойная красно-белая корона. Столицей государства становится Мемфис («Белые стены» или «Хет-ка-Птах» — «Храм ка Птаха») на границе Верхнего и Нижнего Египта. Для правителей строятся мастабы (глинобитные гробницы) около города Тине. 
После смерти Менеса правят ещё 7 или 8 царей I династии — «Последователи Хора (бога-сокола)».
- Ок. 2900 до н. э. — первые походы египетских фараонов в Северную Нубию. Борьба Египта с бедуинами, контролировавшими медные копи полуострова Синай, приведшая к частичной изоляции государства.
- Ок. 2800 до н. э. египтяне достигают высокого уровня в геометрии (приблизительное нахождение числа пи, площади фигур) и астрономии (планеты, созвездия).
- Ок. 2725 до н. э. начинает развиваться внешняя морская торговля Египта, сначала с Библом в Ливане, затем с Пунтом, который располагался, возможно, на территории современного Сомали.